# Shinigami Note
Shinigami Note ist eine EP mit sechs Liedern der japanischen Rapperin Mori Calliope. Sie erschien am 20. Juli 2022 über Universal Music Japan auf CD, Musikdownload und als Stream und stellt damit ihr Labeldebüt dar.
Shinigami Note hat eine gesamte Spiellänge von 18 Minuten und 36 Sekunden.
Die EP erreichte eine Top-Ten-Platzierung in den japanischen Albumcharts. Zudem erreichte das Werk Platzierungen in den ITunes-Charts in mehreren Ländern weltweit.

## Hintergrund und Produktion
Mori Calliope ist eine japanische VTuberin und Rapperin, die der Agentur Hololive Production angehört und dort Teil des englischsprachigen Zweiges ist. Am 5. April 2022 wurde bekanntgegeben, dass Mori Calliope einen Plattenvertrag unterschrieben habe. Gleichzeitig wurde die Veröffentlichung der EP Shinigami Note für den 20. Juli gleichen Jahres angekündigt.
Aufgenommen wurde die EP im Freedom Studio Infinity in Shinjuku sowie im prime sound studio form in Shibuya. Aufgenommen wurden die Lieder von Kiyoshi Tsujimoto, Ryota Gomi und Ryusuke „Dr. R“ Sakai. Gomi und Sakai zeigten sich neben Hiroyuki Kishimoto und Giga ebenfalls für die Abmischung verantwortlich. Das Mastering übernahmen Akihiro Shiba und Chris Gehringer. Das Albumcover wurde von Yukisame entworfen, welcher auch für das Charakterdesign Mori Calliopes verantwortlich ist. Als Produzent fungierte Naoshi Fujikura.
Als Gastsängerin ist VTuberin Suisei Hoshimachi im Stück CapSule zu hören, welches als erste Single zur EP herausgegeben wurde.

## Liedtexte
Die Lieder auf Shinigami Note wurden überwiegend von Mori Calliope geschrieben und sind überwiegend in englischer Sprache gehalten und haben oftmals japanischsprachige Einschübe. Dabei handeln manche Texte von Calliopes Rolle als Shinigami, einem Todesgeist der in seiner Aufgabe dem westlichen Sensenmann ähnlich ist. Das Lied Make ’Em Afraid wurde laut einem Twitter-Beitrags Calliopes von der Animations-Fernsehserie Arcane inspiriert.

## Veröffentlichungen
Am 4. April 2022 veröffentlichte Mori Calliope mit CapSule ihre erste Single zur EP, was zugleich ihre Debütsingle als Major-Künstlerin darstellt. Komponiert wurde das Lied von Vocaloid-Produzent Deco*27, der gemeinsam mit Calliope zudem den Liedtext schrieb. Als Gastsängerin ist Suisei Hoshimachi zu hören. Am 18. Mai folgte die Herausgabe der zweiten Single MERA MERA mitsamt Musikvideo. Komponiert wurde die Single von Giga, der Songtext stammt aus der Feder von Mori Calliope in Zusammenarbeit mit JUN. Das Musikvideo entstand durch das Creative Team Maxilla. Eine dritte Single erschien mit Holy嫉妬 am 27. Juni 2022. Geschrieben und komponiert wurde das Lied von Calliope und Ryosuke „Dr. R“ Sakai. Einen Tag vor Veröffentlichung der EP wurde das Musikvideo zu Make ’Em Afraid herausgegeben, welches von ORIHARA produziert wurde.
Am 20. Juli 2022 erschien die EP Shinigami Note auf CD, als Musikdownload sowie als Stream. Neben einer regulären Version erschien auch eine limitierte Edition in LP-Größe mit zusätzlichem Material wie mehrere Artworks von verschiedenen Illustratoren, einem offiziellen Anstecker und einer zusätzlichen DVD mit einem exklusiven 30-minütigen Interview mit Mori Calliope.
Nach der Herausgabe der EP wurden weitere Musikvideos zu den Liedern Kamouflage und Let’s End The World veröffentlicht.

## Titelliste
| Nr. | Titel               | Komponist                                                 | Liedtexter              | Länge | Anmerkungen                                       |
| --- | ------------------- | --------------------------------------------------------- | ----------------------- | ----- | ------------------------------------------------- |
| 1   | CapSule             | Deco*27                                                   | Deco* 27, Mori Calliope | 02:55 | • 1. Single • Musikvideo • feat Suisei Hoshimachi |
| 2   | MERA MERA           | Giga                                                      | Calliope, JUN           | 03:03 | • 2. Single • Musikvideo                          |
| 3   | Kamouflage          | Dan Tudor-Price, Jan Andersson, Peter Heden, Ida Pihlgren | Calliope, JUN           | 03:15 | • Musikvideo                                      |
| 4   | Make ’Em Afraid     | Nicklas Eklund, Sebastian Swahn, Pihlgren                 | Calliope                | 03:29 | • Musikvideo                                      |
| 5   | Holy嫉妬            | Ryosuke „Dr. R“ Sakai, Calliope                           | Sakai, Calliope         | 02:50 | • 3. Single • Musikvideo                          |
| 6   | Let’s End The World | Giga, TeddyLoid                                           | Calliope                | 03:02 | • Musikvideo                                      |

## Erfolg
Shinigami Note stieg auf Platz neun der offiziellen Albumcharts Japans ein und hielt sich vier Wochen lang in der Bestenliste auf. Dabei wurden in der ersten Verkaufswoche knapp mehr als 7.200 Einheiten der EP in Japan verkauft. Damit stellt Shinigami Note die erste Top-Ten Platzierung Calliopes dar; zwei weitere Werke stiegen zuvor auf Platz 44 bzw. 35 ein.
Shinigami Note erreichte Platz eins der generellen ITunes-Charts in sechs Ländern sowie den ersten Platz der ITunes-HipHop-Charts in 16 Staaten. Weitere Chartplatzierungen in den ITunes-Charts erreichte die EP in Deutschland, Kanada, Australien, im Vereinigten Königreich und in den Vereinigten Staaten.
Trotz des kommerziellen Erfolges wurde die EP eher gemischt wahrgenommen. So erreichte das Album mäßige Wertungen auf den Aggregations-Websites Rate Your Music, Album of the Year und Sputnikmusic basierend auf mehreren Nutzerbewertungen. Von der Fachpresse wurde die EP nicht beachtet.